# Boorabbin-Nationalpark
Der Boorabbin-Nationalpark (englisch Boorabbin National Park) befindet sich in den Great Western Woodlands und ist ein 260 km² großer Nationalpark im Südwesten von Western Australia, Australien.

## Beschreibung
Der Park bildet beidseitig einen etwa 7 km breiten Streifen entlang des Great Eastern Highway. Er liegt 70 km westlich von Southern Cross und 120 km östlich von Coolgardie. Im Osten grenzt er unmittelbar an den Goldfields-Woodlands-Nationalpark.
Seinen Namen hat er von einer nahegelegenen Siedlung, die 1898 gegründet wurde, um die Dampflokomotiven von und zu den Goldfeldern weiter westlich mit Wasser zu versorgen. Das Wort Boorabbin wiederum ist der Name der Aborigines für einen Felsen am Rand des Nationalparks.
Der Boorabbin-Nationalpark befindet sich auf einem Plateau, dessen Boden aus altem, verwittertem und ausgelaugtem Sand besteht, der vor über 50 Mio. Jahren abgelagert wurde. Trotz der sehr wenigen Nährstoffe gedeiht hier eine vielfältige, artenreiche Vegetation, die von Kwongan-Heide über offenes Waldland bis hin zu Mallee-Buschland reicht.

## Buschfeuer
Im Park wurden drei Lastwagenfahrer am 30. Dezember 2007 getötet, die vor einer Straßensperre des Great Eastern Highway in Coolgardie wegen des Buschfeuers warten mussten und diese entgegen den Regeln anhoben und weiterfuhren. Sie wurden vom Feuer erfasst, versuchten zwar noch zu wenden, entkamen aber nicht. Das Buschfeuer brannte weitere zwei Wochen, bis es durch die Feuerwehren gelöscht wurde, die anschließend die Straßensperre aufhoben.
Das Feuer verbrannte ein Gebiet von mehr als 7.500 ha.